# Stochomys longicaudatus
Stochomys longicaudatus es una especie de roedor de la familia Muridae. Es la única especie del género Stochomys.

## Distribución geográfica
Se encuentra en Benín, Camerún, República Centroafricana, República del Congo, República Democrática del Congo, Guinea Ecuatorial, Gabón, Nigeria, Togo, Uganda. 

## Hábitat
Su hábitat natural son: clima tropical o Clima subtropical, bosques húmedos de tierras bajas. 